# Seewiesen (Gemeinde Turnau)
Seewiesen ist eine Ortschaft und eine Katastralgemeinde in der Gemeinde Turnau in der Steiermark. Der Ort liegt an der Mariazeller Straße (B 20) am Fuße des steirischen Seebergs auf 974 m Seehöhe. Die Ortschaft hat 49 Einwohner (Stand 1. Jänner 2024).
Im Zentrum des Ortes steht die Pfarrkirche St. Leonhard. Die im Ort beginnende Untere Dullwitz ist einer der klassischen Ausgangspunkte zu Bergtouren im Hochschwabmassiv. Seewiesen ist auch der letzte Ort, den Wanderer passieren, bevor sie am Nordalpenweg und Nord-Süd-Weitwanderweg den Hochschwab überschreiten.
Bis Ende der 1950er-Jahre war der Ort unter anderem mit der Thörlerbahn erreichbar, die im 6 km entfernten Au bei Turnau an der Haltestelle Au-Seewiesen endete. Auf dem Weg dorthin liegt am südöstlichen Ortsausgang der Dürrsee.

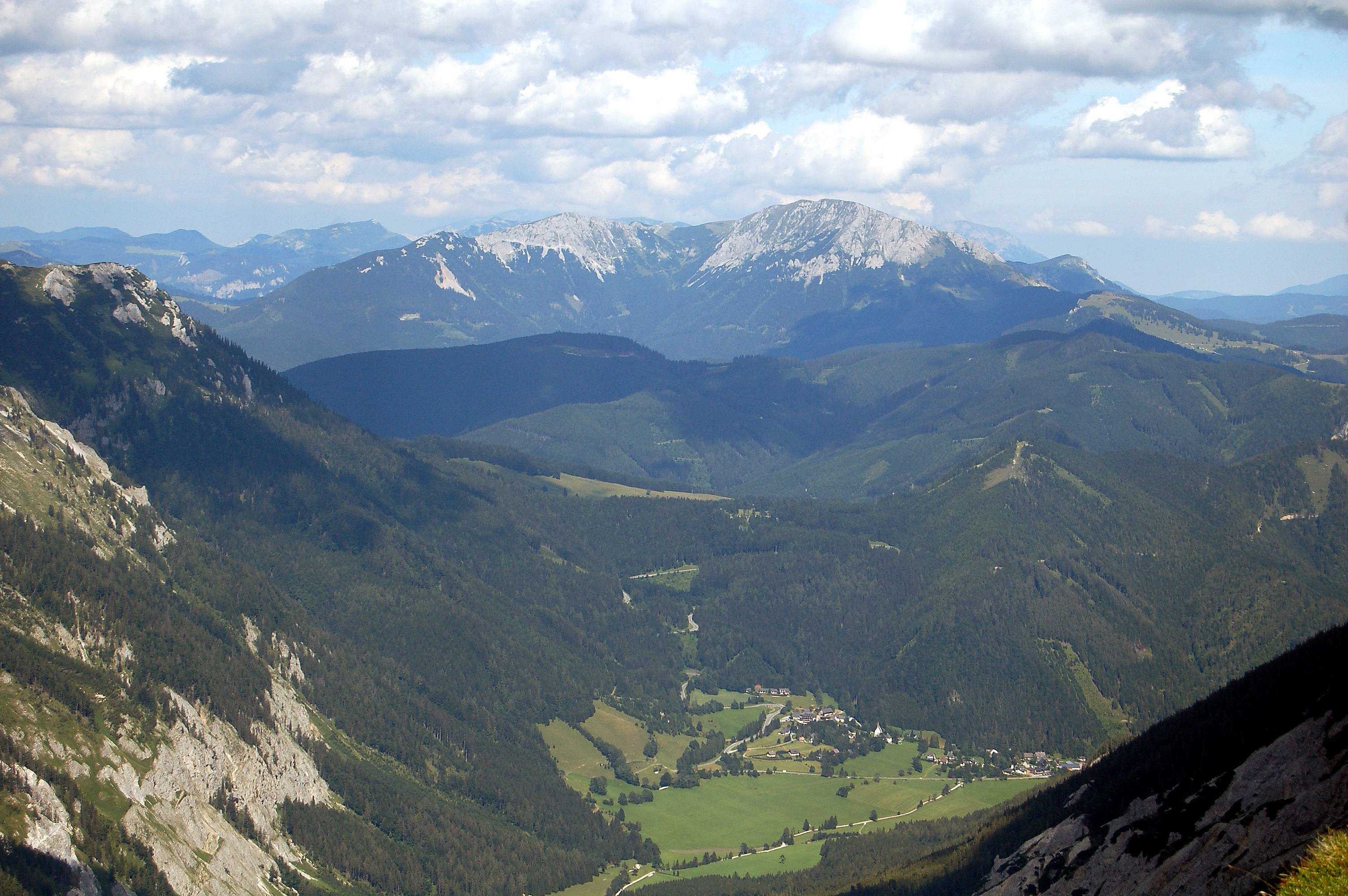
Blick auf Seewiesen vom Hochschwabmassiv
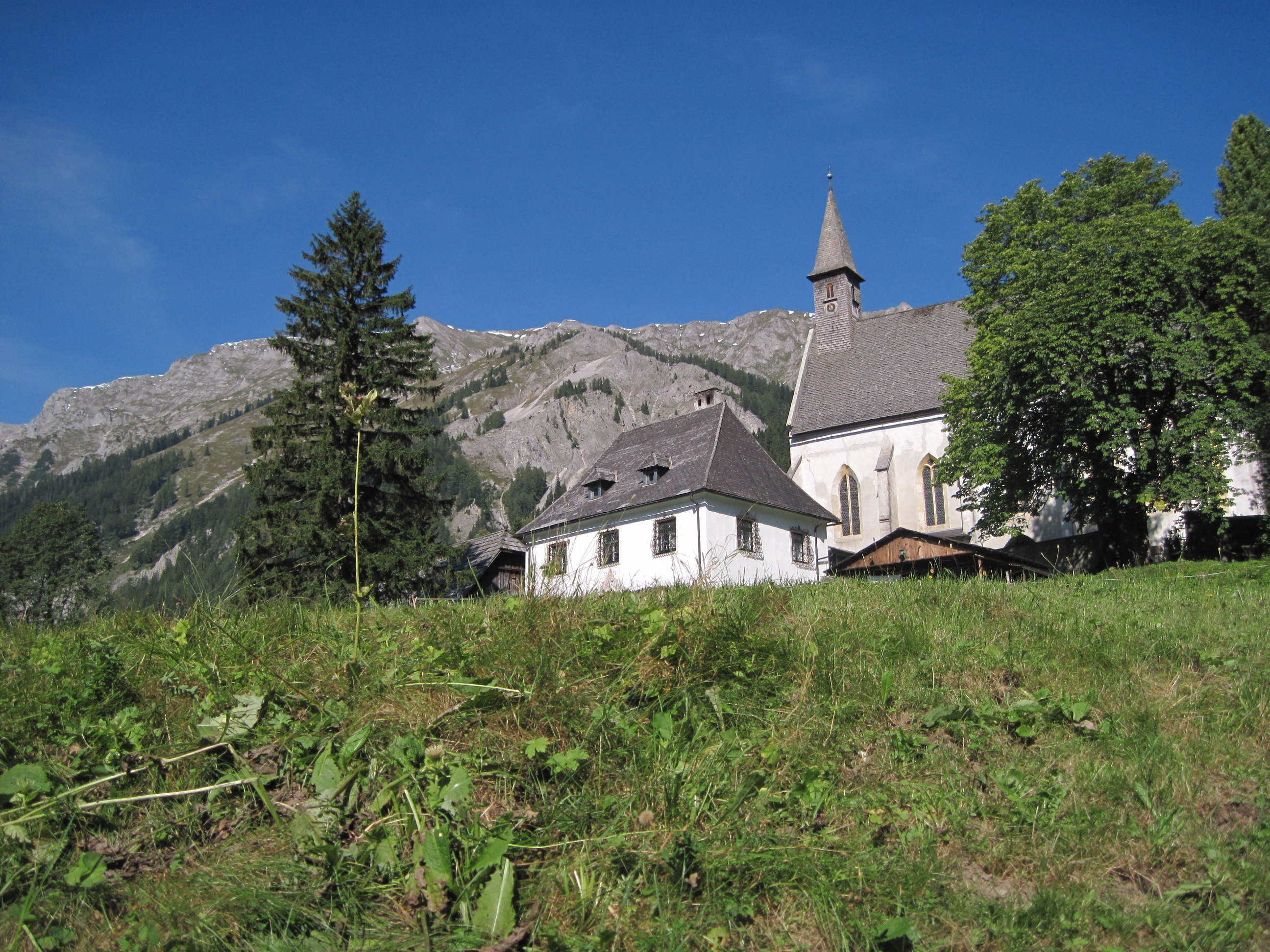
Kirche St. Leonhard mit Pfarrhof in Seewiesen
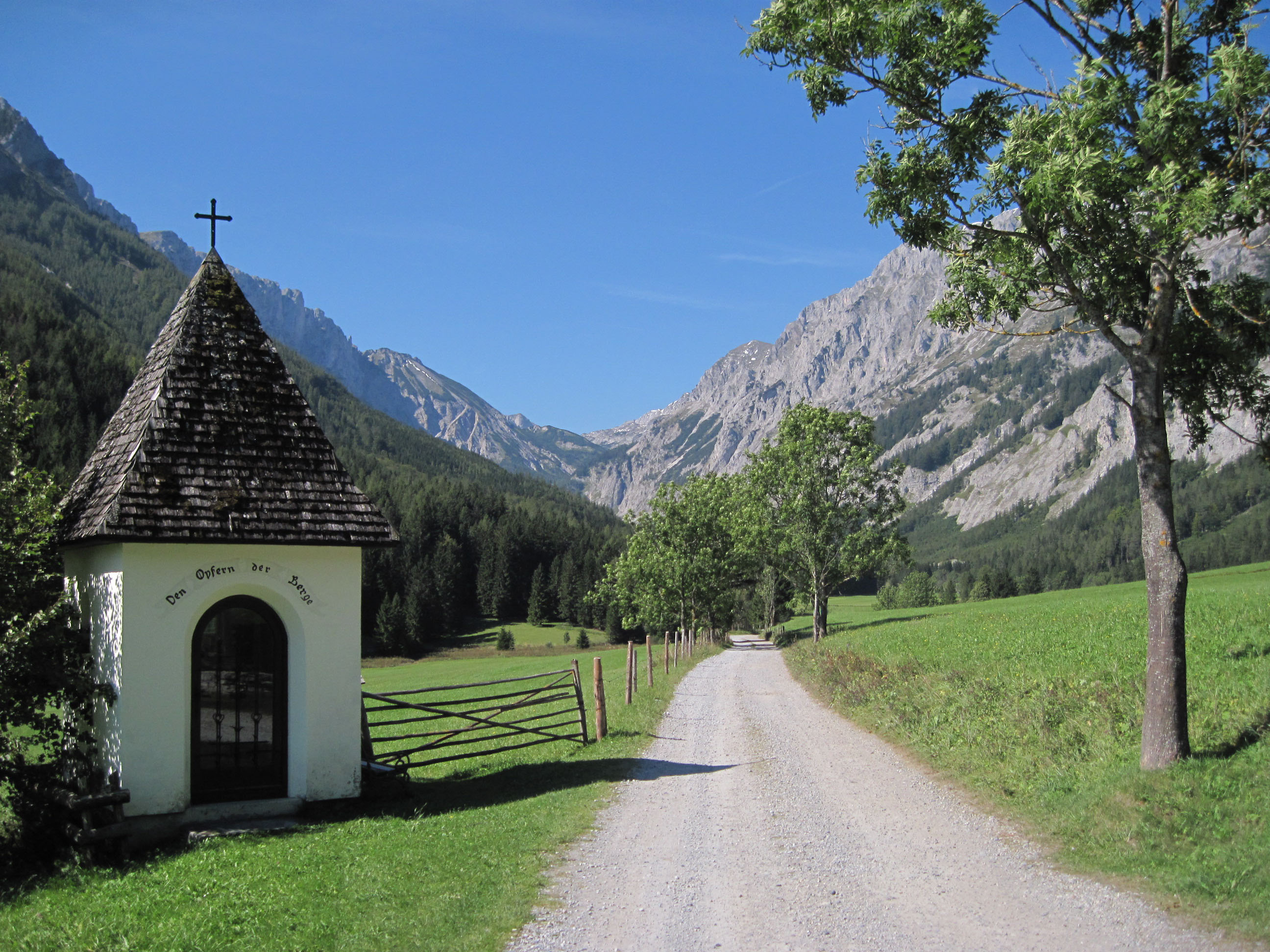
Untere Dullwitz bei Seewiesen
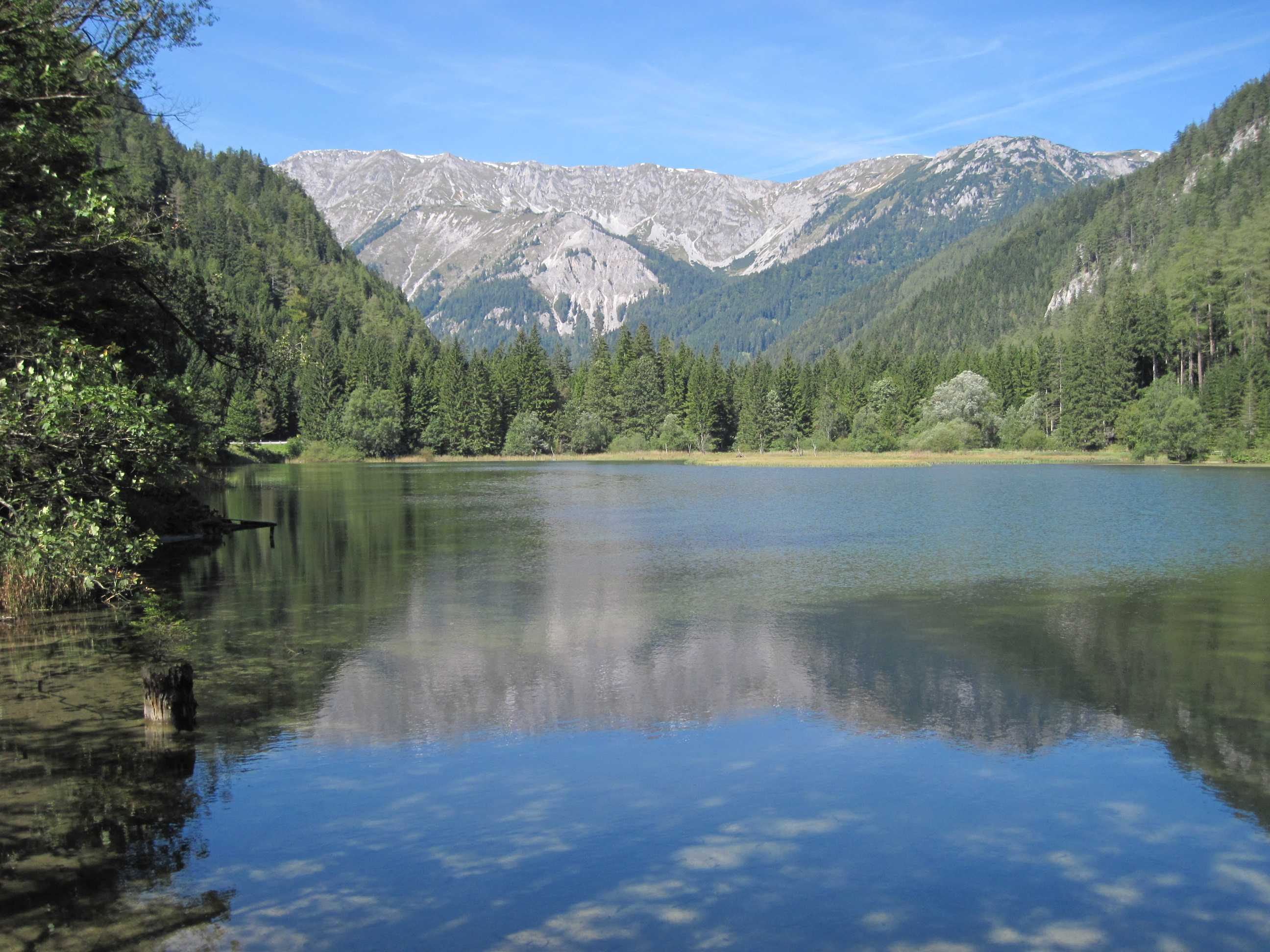
Dürrsee bei Seewiesen